# 马路街街道
马路街街道，是中华人民共和国河南省漯河市源汇区下辖的一个乡镇级行政单位。

## 行政区划
马路街街道下辖以下地区：
马路街社区、八一路社区、交通路社区、友爱街社区和建设路社区。